# 普利特维采湖群冲突
普利特维采湖群衝突（克羅埃西亞語： or Plitvički krvavi Uskrs，意思為「普利特維采湖群血腥復活節」）是克羅埃西亞獨立戰爭初期的一場武裝衝突。1991年3月31日，克羅地亞警察與克羅地亞塞族武裝部隊在湖區交戰。戰鬥發生在塞族武裝部隊接管普利特维采湖群国家公园之後，以克羅地亞重新奪回該區告終。衝突導致雙方各有一人喪生，加劇了種族緊張局勢。
戰鬥促使南斯拉夫社会主义联邦共和国主席团下令南斯拉夫人民軍介入並在敵對部隊之間建立缓冲区。人民軍於次日抵達現場，並向克羅地亞發出最後通牒，要求撤離。儘管佔領普利特維採湖區的特警部隊確實於4月2日撤出，但新成立的克羅地亞警察局仍保留著90名警員。三個月後，警察局被人民軍封鎖，並於1991年8月下旬被佔領。

## 背景
克罗地亚社会主义共和国政府在1990年选举中败给克罗地亚民主共同体。政权更迭使得克罗地亚人和塞尔维亚族关系急剧恶化。南斯拉夫人民军为了压制反抗力量，没收克罗地亚边防军的武器。
8月17日，塞族起兵叛乱。叛乱主要发生在达尔马提亚的克宁、利卡、科尔敦、巴诺维纳和斯拉沃尼亚等塞尔维亚人占多数的地区。1990年7月，塞族成立塞尔维亚民族委员会，以阻止克罗地亚总统弗拉尼奥·图季曼的独立政策。克宁牙医米兰·巴比奇被选为主席，克宁警察局长米兰·马尔蒂奇也开始着手建立准军事武装。2人最后成为塞尔维亚克拉伊纳共和国的军政领袖，该国由塞族自行独立建国，领土包含了克罗地亚境内的塞族聚居区。
1991年初，克罗地亚并未组建正规军。为了加强防御，克罗地亚将警察规模扩充一倍，人数约2万人。其中最精锐的部队是3000人的特警部队，共编成12个营。此外，还有9000至10000名地区预备役警察被编成16个营和10个连，但缺乏武器。
为了巩固其所控制的土地，塞族领导人于1991年3月25日在普利特维采湖组织政治集会，目的是将该地并入克拉伊纳塞尔维亚自治州。3月28日，克拉伊纳特警占领普利特维采湖群国家公园，并在民兵的帮助下驱逐公园的管理人员。据悉有约100人被部署在公园内。由于普利特维采湖人烟稀少，对塞联没有明显的危险，记者蒂姆·朱达推断塞族可能是为了控制公园南北的道路。一旦控制这条道路叛军便可将有大量塞族人的利卡和巴诺维纳连接在一起。

## 过程

1991年3月31日，克罗地亚警察在普利特维采湖遇袭。

克罗地亚为了夺回普利特维采湖调动萨格勒布、卢奇科、拉基特耶和斯列梅山的特警部队，并抽调卡尔洛瓦茨和戈斯皮奇的警力前去援助。在约瑟普·卢齐奇指挥下，克罗地亚警察动用多辆巴士、车辆和一辆装甲输送车向湖区推进。卢齐奇指挥的拉基特耶特警主力有180人，他们趁着大雾沿着萨格勒布主干道经科拉纳河抵达，并在30日至31日午夜夺下该河的桥梁。一支辅助部队则从利奇·彼得罗夫村向湖区逼近。库姆罗韦茨特警被部署在湖区与戈斯皮奇之间的地区，并攻占了柳博沃山口以确保主攻部队右翼的安全。进攻兵力约300人。
1991年3月31日复活节清晨7点，克罗地亚先头部队遭到塞族部队伏击。塞族部队对载有克罗地亚警察的车辆发起攻击，并坚守阵地。2个小时半后，塞族部队撤至国家公园的邮局内。由于大雪封路，克罗地亚进展缓慢。11点，克罗地亚以6人受伤的代价完成目标。随着进攻进入尾声，克罗地亚独立战争首次出现阵亡士兵。阵亡士兵名为约瑟普·约维奇，是被正在掩护塞族部队撤退的机枪击中而亡。不久后，南斯拉夫空军司令安东·图斯大将应克罗地亚内政部长约瑟普·博利科瓦茨要求命令南斯拉夫空军派出一架米-8直升机帮助双方伤员。1个小时半后，直升机撤离战场。普利特维采湖战斗平息后，南部的铁托科雷尼察传来零星枪声。当天下午，克罗地亚政府在普利特维采湖区成立警察局，由托米斯拉夫·伊利奇（Tomislav Iljić）担任指挥官。这间警局有约90人。
南斯拉夫社会主义联邦共和国主席团当晚召开紧急会议讨论这场冲突。在塞尔维亚代表博里萨夫·约维奇坚持下，南斯拉夫人民军被下令介入，以控制普利特维采湖和阻止局势升级。塞尔维亚议会也召开了紧急会议，将这场冲突视为战争借口，并投票决定向塞族叛军提供与萨格勒布政权对抗的一切必要援助。次日，克拉伊纳塞尔维亚自治州通过决议，宣布将并入塞尔维亚，并在塞族叛军控制区实施塞尔维亚宪法与法律。克罗地亚政府指责塞尔维亚总统斯洛博丹·米洛舍维奇策划动乱，目的是破坏克罗地亚独立决心，并逼迫克罗地亚放弃独立，除非南斯拉夫社会主义联邦共和国改制成松散的邦联。克罗地亚还称塞尔维亚诱使南斯拉夫人民军推翻克罗地亚政府。

### 南斯拉夫介入
4月1日，南斯拉夫人民军在普利特维采湖区设立缓冲区，并部署了巴尼亚卢卡第329装甲旅的装甲营、代尔尼采第6山地旅的步兵营、亚斯特雷巴斯科和卡尔洛瓦茨第4装甲旅的侦察连和机械化营、萨格勒布第306轻型高炮团的防空营、萨莫博尔第367通信团的通信连、里耶卡第13宪兵营的宪兵连以及同样来自里耶卡的第13无产阶级摩托化旅的高炮连。第5军区在普利特维采湖区设立了前线指挥所。部署在普利特维采湖区的南斯拉夫士兵统一由伊万·什蒂马茨（Ivan Štimac）上校指挥。
指挥干涉行动的南斯拉夫第5军区指挥官安德里亚·拉塞塔少将向媒体表示其部队将保持中立，并阻止种族冲突。克罗地亚政府对此反应激烈。图季曼助手马里奥·诺比洛（Mario Nobilo）称南斯拉夫人民军已对克罗地亚官员下达通知，倘若他们不离开将发生军警冲突。图季曼透过广播表示如果南斯拉夫人民军不改变行动方针，将被视为敌对占领军。4月2日，南斯拉夫人民军向克罗地亚政府发出最后通牒，要求普利特维采湖的警察撤离当地。同日，特警撤出普利特维采湖，但之前派往普利特维采湖警察局的90名警察仍留在当地。

## 结果

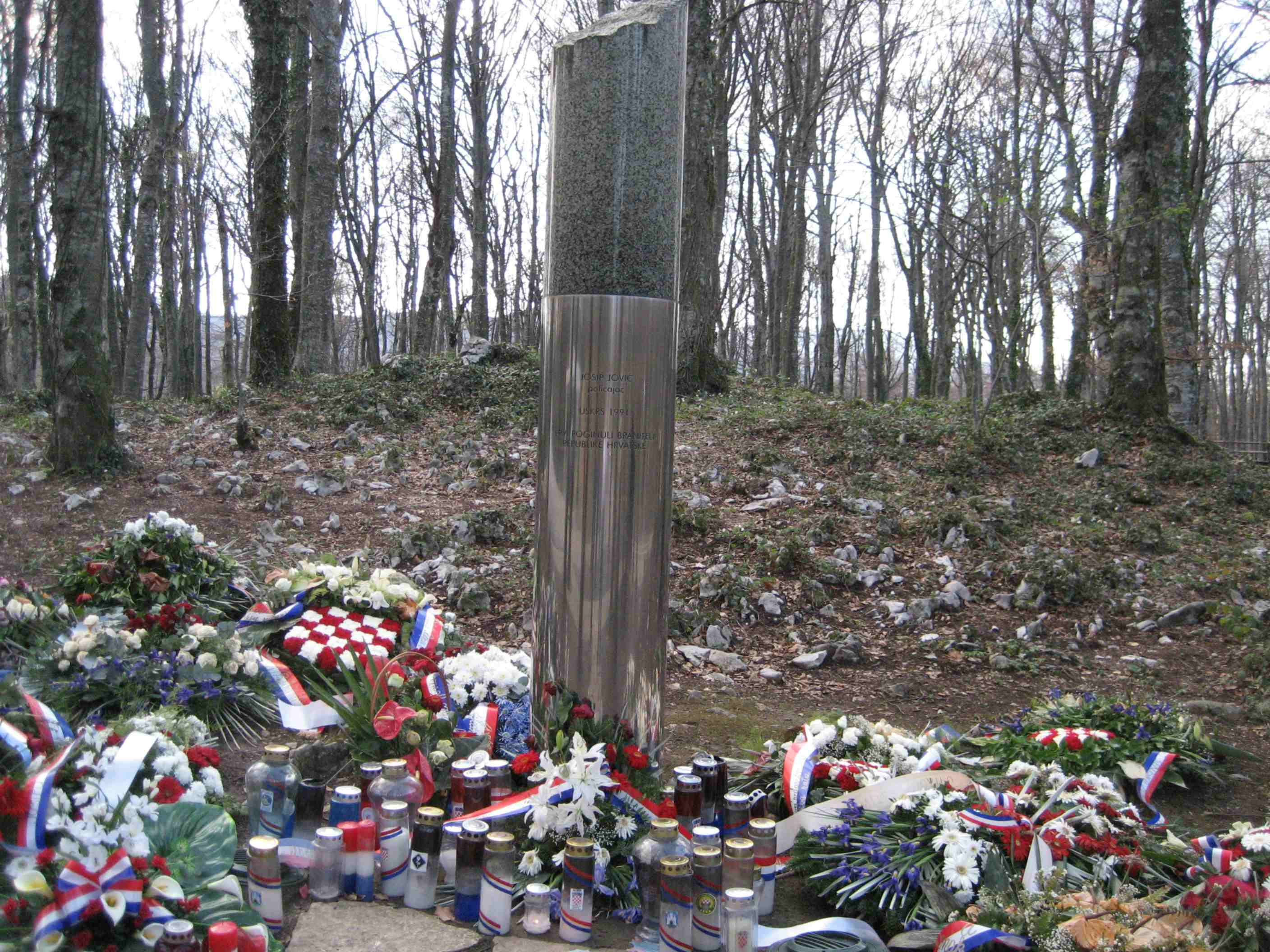
许多民众在克罗地亚独立战争中首位阵亡警察约瑟普·约维奇死亡地点献花。

约瑟普·约维奇是首位及唯一一位在此次事件中阵亡的克罗地亚警察。塞族部队同样首次出现阵亡士兵，这位士兵名为拉伊科·武卡迪诺维奇（Rajko Vukadinović）。这场冲突还造成20人受伤，其中7人是克罗地亚警察。克罗地亚在冲突中俘虏了29名塞族士兵，并用叛乱罪起诉了其中的18人。这群战俘里还包括后来成为塞尔维亚克拉伊纳共和国总统的戈兰·哈季奇，但不久后克罗地亚当局便以释放善意为由将他释放。博利科瓦茨透露哈季奇获释的原因是他愿与克罗地亚政府在1991年合作。战斗结束后，约400名游客离开普利特维采湖群，其中以意大利人占多数。
普利特维采湖群冲突使克罗地亚局势恶化，并加剧冲突。虽然南斯拉夫人民军已将普利特维采湖群的克塞武装隔开，但局势仍在持续恶化。普拉什基的克罗地亚警察从警局撤离，由塞叛警察接管。克拉伊纳塞尔维亚人自治州与克罗地亚更是在D42公路设置多个路障。到了夏季，封锁范围延伸至普拉什基北部和萨博斯科南部。4月2日，克罗地亚在萨博斯科设立了30人的警局。由于只有南斯拉夫人民军可通过路障，当地物资及电力很快便陷入短缺状态。
5月2日，克拉伊纳塞尔维亚人自治州执政党塞尔维亚民主党组织前往普利特维采湖群的游行集会，要求克罗地亚警察撤出普利特维采湖。游行队伍由巴比奇和佛伊斯拉夫·塞塞利领导，但因南斯拉夫人民军阻拦未能抵达湖区，被迫返回铁托科雷尼察。7月1日，南斯拉夫人民军以克罗地亚绑架及囚禁两名军官为由包围普利特维采湖群警察局。7月6日，塞族部队与南斯拉夫人民军进攻湖群东南部的柳博沃山口，这座山口位于D25公路。塞南联军成功将克罗地亚国民警卫队击退，并在月底前占领山口。在夏季，南斯拉夫调动4月时部署在湖区的部队与克罗地亚交火。8月30日，南斯拉夫攻下普利特维采湖群警察局导致局势升温。次日，戈斯皮奇战役爆发。
克罗地亚国内普遍将约维奇视为克罗地亚独立战争首位阵亡者。人们在他的家乡阿尔扎诺竖立起了纪念碑。战争结束后，其阵亡地也被竖起纪念碑，并在每年举行纪念活动。普利特维采湖群国家公园每年也会纪念他和这场冲突。

## 注脚
1. ↑  Hoare 2010，第117頁.
2. ↑  Hoare 2010，第118頁.
3. ↑  纽约时报 1990.
4. ↑  ICTY 2007.
5. ↑  Repe 2009，第141–142頁.
6. ↑  CIA 2002，第86頁.
7. 1 2  CIA 2002，第90頁.
8. 1 2 3 4  Nazor 2007，第60頁.
9. ↑  斯捷潘·梅西奇 2004，第211頁.
10. 1 2 3 4  Judah 2009，第175–176, 244頁.
11. 1 2 3  晚报 2013a.
12. ↑  Hrvatski vojnik 2012.
13. ↑  MUP 2010，第26頁.
14. 1 2 3  HMDCDR 2007，第104頁.
15. 1 2  Jutarnji list 2006.
16. 1 2  纽约时报 1991.
17. 1 2  Wachtel & Bennett 2012，第40頁.
18. ↑  Armatta 2010，第462頁.
19. 1 2  Marijan 2006，第225頁.
20. ↑  Slobodna Dalmacija 2001.
21. ↑  Bennett 1995，第150頁.
22. ↑  Meier 2013，第171頁.
23. ↑  Goldstein 1999，第220頁.
24. ↑  Crnobrnja 1996，第157頁.
25. ↑  MUP 2011.
26. ↑  晚报 2011.
27. ↑  Grandits & Leutloff 2003，第36–37頁.
28. ↑  ICTY 2007，第72–73頁.
29. 1 2  ICTY 2007，第73頁.
30. ↑  ICTY 2007，第79頁.
31. ↑  Marijan 2006，第226頁.
32. ↑  Marijan 2006，第228頁.
33. ↑  Marijan 2006，第229頁.
34. ↑  晚报 2013b.
35. ↑  Novi list 2012.
36. ↑  晚报 2013c.

### 書籍
- Armatta, Judith. . Durham, North Carolina: Duke University Press. 2010. ISBN 978-0-82234746-0.
- Bennett, Christopher. . London, England: C. Hurst & Co. 1995. ISBN 9781850652328.
- Central Intelligence Agency, Office of Russian and European Analysis. . Washington, D.C.: Central Intelligence Agency. 2002  [2023-06-01]. OCLC 50396958. （原始内容存档于2023-02-08）.
- Crnobrnja, Mihailo. . Montreal, Quebec: McGill-Queen's University Press. 1996. ISBN 9780773566156.
- Goldstein, Ivo. . Montreal, Quebec: McGill-Queen's University Press. 1999. ISBN 9780773520172.
- Grandits, Hannes; Leutloff, Carolin. . Koehler, Jan; Zürcher, Christoph  (编). . Manchester, England: Manchester University Press. 2003: 23–45. ISBN 9780719062414.
- Hoare, Marko Attila. . Ramet, Sabrina P.  (编). . Cambridge, England: Cambridge University Press. 2010: 111–136. ISBN 978-1-139-48750-4.
- Judah, Tim. . New Haven, Connecticut: Yale University Press. 2009. ISBN 9780300158267.
- Meier, Viktor. . London, England: Routledge. 2013. ISBN 9781134665105.
- 斯捷潘·梅西奇. . Budapest, Hungary: Central European University Press. 2004. ISBN 978-963-9241-81-7.
- Nazor, Ante. . Zagreb, Croatia: Croatian Homeland War Memorial Documentation Centre. 2007. ISBN 9789537439019 （克罗地亚语）.
- Petković, T. . Rupić, Mate  (编).  (PDF). Zagreb, Croatia: Croatian Memorial-Documentation Centre of the Homeland War. 2007: 102–104  [2013-09-13]. ISBN 9789537439033. （原始内容 (PDF)存档于2016-11-26） （塞尔维亚语）.
- Repe, Božo. . Forsythe, David P.  (编). . Oxford, England: Oxford University Press. 2009: 138–147. ISBN 978-0-19-533402-9.
- Wachtel, Andrew; Bennett, Christopher. . Ingrao, Charles W.; Thomas Allan Emmert  (编). . West Lafayette, Indiana: Purdue University Press. 2012: 13–47  [2023-06-01]. ISBN 978-1-55753-533-7. （原始内容存档于2020-08-29）.

### 科学期刊
- Marijan, Davor. . The Review of Senj (City Museum Senj – Senj Museum Society). December 2006, 33 (1)  [2023-06-01]. ISSN 0582-673X. （原始内容存档于2021-01-29） （克罗地亚语）.

### 新聞報導
- Capar, Luka. . 晚报. 2013-03-29. ISSN 1333-9192. （原始内容存档于2013-10-14） （克罗地亚语）.
- Capar, Luka. . 晚报. 2013-03-31. ISSN 1333-9192. （原始内容存档于2013-10-13） （克罗地亚语）.
- Dukić, Snježana. . Slobodna Dalmacija. 2001-03-30. ISSN 1333-9192. （原始内容存档于2013-10-29） （克罗地亚语）.
- . Novi list. HINA. 2012-03-31. ISSN 1334-1545. （原始内容存档于2012-04-01） （克罗地亚语）.
- Perica, Silvana; Bičak, Snježana. . Večernji list. 2011-05-30. ISSN 1333-9192. （原始内容存档于2013-10-29） （克罗地亚语）.
- Radoš, Ivica. . Jutarnji list. 2006-03-30. ISSN 1331-5692. （原始内容存档于2013-10-29） （克罗地亚语）.
- . 纽约时报. 路透社. 1990-08-19. ISSN 0362-4331. （原始内容存档于2013-09-21）.
- Sudetic, Chuck. . 纽约时报. 1991-04-01. ISSN 0362-4331. （原始内容存档于2013-06-14）.
- Vidović, Iva. . 晚报. 2013-03-31. ISSN 1333-9192. （原始内容存档于2013-10-14） （克罗地亚语）.

### 其他來源
- . 克罗地亚内政部. 2011-03-29. （原始内容存档于2014-04-27） （克罗地亚语）.
- Nazor, Ante. . Hrvatski vojnik (克罗地亚国防部). 2012年10月, (407)  [2013-09-17]. ISSN 1333-9036. （原始内容存档于2014-04-27） （克罗地亚语）.
- (PDF). 前南斯拉夫问题国际刑事法庭. 2007-06-12  [2023-06-01]. （原始内容存档 (PDF)于2018-08-26）.
- Žužul, Marija.  [Josip Jović – The First Victim of the Croatian War of Independence]. Kreš, Marija  (编).  (PDF). 克罗地亚内政部. 2010: 21–27  [2013-09-13]. （原始内容 (PDF)存档于2017-07-03） （克罗地亚语）.

44°52′48″N 15°36′36″E / 44.88000°N 15.61000°E